# Avambraccio (araldica)
Avambraccio è un termine che in araldica indica quello umano destro che esce dal lembo sinistro dello scudo; avambraccio sinistro è, invece, quello che nasce dal lembo destro dello scudo

Avambraccio destro di carnagione, uscente in punta dalla linea di partizione (Vestreno)
Avambraccio di carnagione, vestito di rosso nello stemma di Santa Elisabetta (AG)

## Traduzioni
- Francese: avant-bras